# Basílio Horta
Basílio Adolfo Mendonça Horta da França (Lisboa, 16 de noviembre de 1943) es un político portugués, miembro del CDS-Partido Popular y posteriormente del Partido Socialista. Ocupó diversos cargos ministeriales en gobiernos portugueses entre 1978 y 1983. También fue el candidato presidencial del CDS en las elecciones de 1991, obteniendo un 14% de los votos.
Desde 2013 se desempeña como Presidente de la Cámara Municipal de Sintra.

## Funciones gubernamentales ejercidas
- II Gobierno Constitucional de Portugal
  - Ministro de Comercio y Turismo
- VI Gobierno Constitucional de Portugal
  - Ministro de Comercio y Turismo
- VII Gobierno Constitucional de Portugal
  - Ministro de Estado adjunto al primer ministro
- VIII Gobierno Constitucional de Portugal
  - Ministro de Agricultura, Comercio y Pesca

| Predecesor: António Cardoso e Cunha | Ministro de Agricultura, Comercio y Pesca VIII Gobierno Constitucional | Sucesor: Manuel Soares Costa    |
| Predecesor: Carlos Mota Pinto       | Ministro de Comercio y Turismo II Gobierno Constitucional              | Sucesor: Pedro Pires de Miranda |
| Predecesor: Acácio Pereira Magro    | Ministro de Comercio y Turismo VI Gobierno Constitucional              | Sucesor: Alexandre Vaz Pinto    |

- Datos: Q9650912
- Multimedia: Basílio Horta / Q9650912